# Casa Francesc Vila
La Casa Francesc Vila és una obra noucentista de Tarragona protegida com a Bé Cultural d'Interès Local.

## Descripció
Tribuna central que ocupa dues plantes -la primera amb arc carpanell- al centre de la façana.
Es caracteritza pels balcons corbs que tenen balustres -que es repeteixen als tres balcons de la planta quarta- i que a la vegada tenen elements escultòrics notoris.
Recentment, farà uns sis anys, s'aixecaren dues plantes més, formant l'àtic i el sobreàtic.

## Història
Als baixos s'hi ha fet una reforma acceptable, i també una altra a dalt per afegir-hi -fa uns sis anys- dos pisos més, que ha -per sort no gaire- desfigurat l'edifici.